# Tour O'Brien
La tour O'Brien's marque le point le plus haut des falaises de Moher dans le comté de Clare, en Irlande. Elle est située non loin du village de Doolin.

## Historique
La tour a été construite en 1835 par Cornelius O'Brien (1782 – 1857), un politicien irlandais.

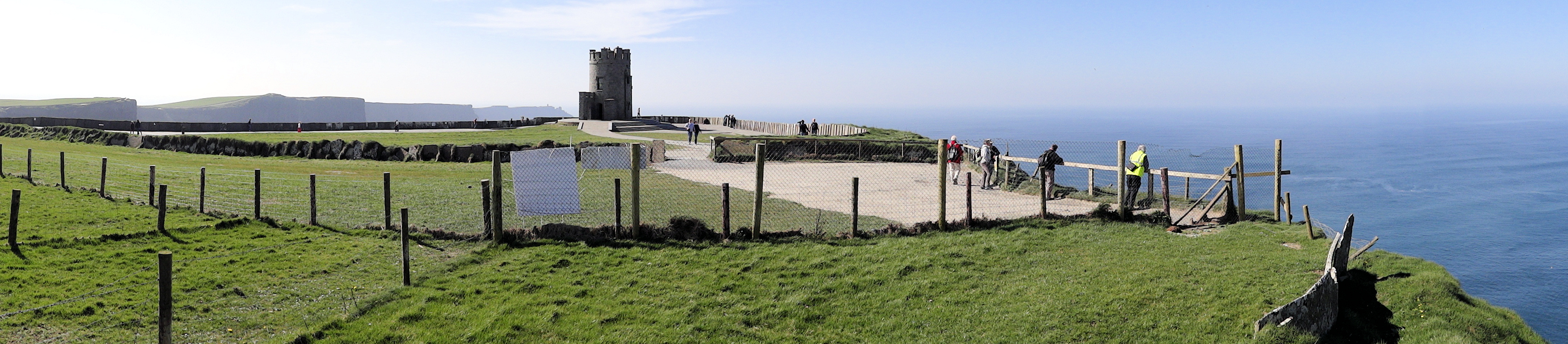
Vue panoramique